# Fred Tatasciore

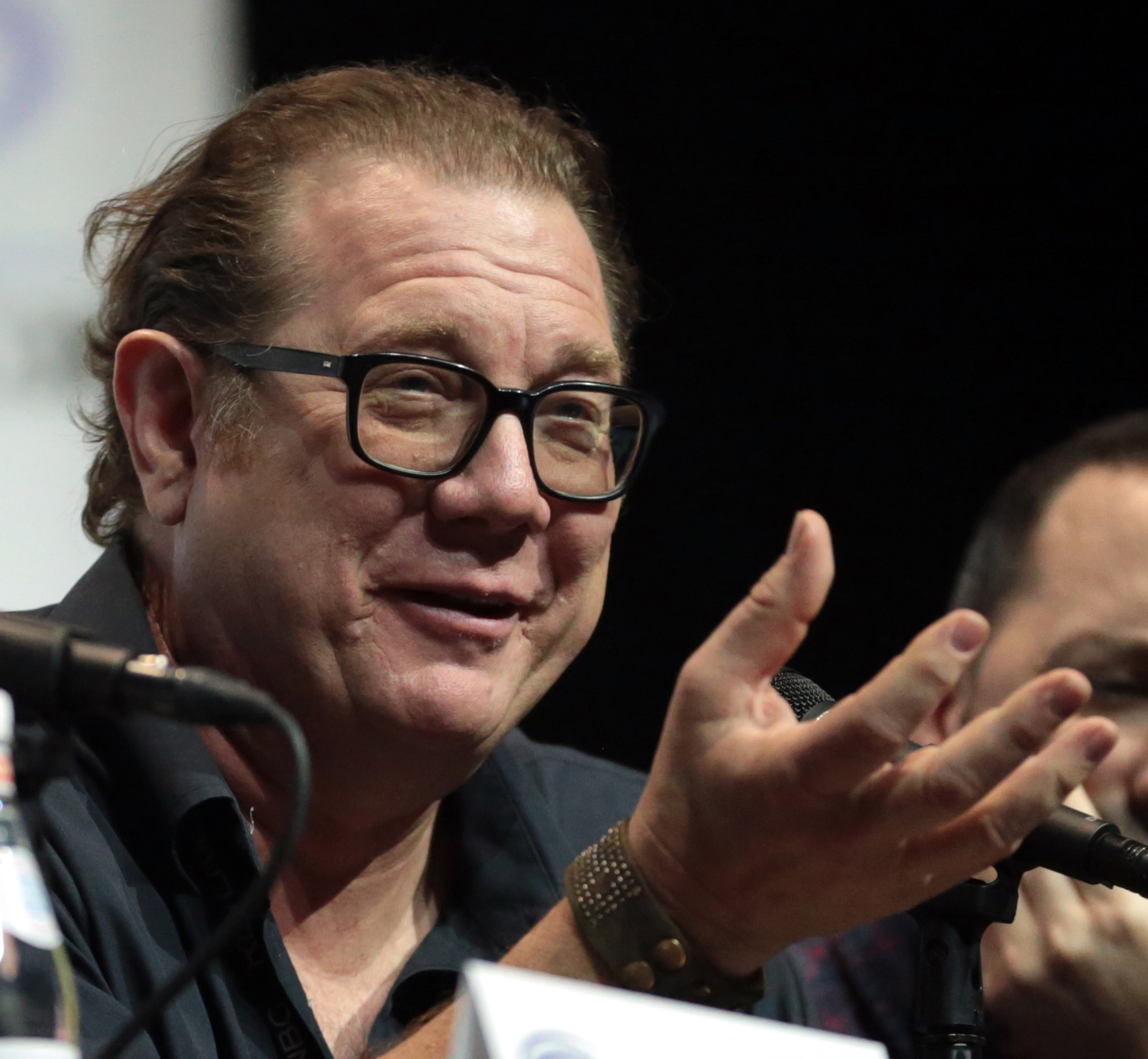

Frederick Tatasciore, conhecido por Fred Tatasciore (Nova Iorque, 13 de junho de 1967), é um dublador e animador norte-americano.

## Filmografia

### Animes
- Afro Samurai - Juzo, Patron #5, Shuzo
- Naruto - Gato
- Naruto Shippuden - Kakuzu
- Zatch Bell! - Dalmos, Demolt
- Great Pretender - Eddie Cassano

### Desenhos animados
- Avatar the Last Airbender - Yung
- Back at the Barnyard - Farmer
- Ben 10 - Aquático, Bala de Canhão, Gigante, Ben do futuro, Vozes adicionais
- Family Guy - Vozes adicionais
- Gravity Falls - Vozes adicionais
- Invader Zim - Vozes adicionais
- Kung Fu Panda: Lendas do Dragão Guerreiro - Shifu, Gah-ri, Monstro Mongol do Punho, Vozes adicionais
- Robot Chicken - Vozes adicionais
- The Emperor's New School - Pacha (Primeira Temporada)
- The Grim Adventures of Billy and Mandy - Vozes adicionais
- Os Substitutos (desenho animado) - Vozes adicionais
- The Secret Saturdays - Zon, Komodo e Munya
- The 13 Ghosts of Scooby-Doo - Flim Flan
- Wolverine and the X-Men - Fera e Hulk
- Superman vs. The Elite - Perry White
- JLA Adventures: Trapped in Time - Lex Luthor
- Kojot négy lelke - Urso/Capitão/ Advogado/ Antílope/Gambá

### Filmes
- Barnyard - Fazendeiro
- Ben 10: Secret of the Omnitrix - Cannonbolt, Way Big
- Doctor Strange - Oliver
- Enchanted - Troll (voz)
- Final Fantasy VII Advent Children - Loz
- Garfield Gets Real - Billy Bear, Waldo, Eric (voz)
- Hulk Vs.- Hulk
- Next Avengers: Heroes of Tomorrow - Hulk
- The Ant Bully - Ant Council Member #2, Ant Council Member #5
- The Invincible Iron Man - Mandarim
- TMNT - General Gato
- Ultimate Avengers - Hulk, Vozes adicionais
- Ultimate Avengers 2 - Hulk
- Team America: World Police - Samuel L. Jackson
- Dragonlance: Dragons of Autumn Twilight - Flint Fireforge, Fewmaster Toede
- Final Fantasy VII: Advent Children - Loz
- Iron Man & Captain America: Heroes United - Hulk

### Video games
- Battlefield Hardline - Tony Alpert
- Lineage II
- Assassin's Creed - Jubair Al-Hakim, Abu'l Nuqoud
- Age of Empires III - Ivan the Terrible
- Baten Kaitos Origins  - Baelheit
- Ben 10: Protector of Earth - Cannonbolt
- Blue Dragon  - Szabo, Elder of Pachess Town, Guard/Soldier
- Call of Duty: Black Ops - Nikolai Belinski
- Dota 2 - Disruptor, Spirit Breaker, Treant Protector, Undying, Ursa, Warlock's Golem
- Destroy All Humans! - The Navy Admiral
- Destiny - Xûr, Agente dos Nove
- Destroy All Humans! 2 - Furon General Cyclosparasis
- Gears of War - Damon Baird
- Gears of War 2 - Damon Baird/Tai Kaliso
- God of War - Poseidon
- God of War II - Typhon
- Halo 3 - Brute 2/Fighter Pilot/Marine
- Jeanne d'Arc - La Hire
- Kid Icarus: Uprising - Magnus, Poseidon
- Left 4 Dead - Infected sounds
- Lego Batman: The Videogame - Bane
- Lost Odyssey - Technician/Narrator/Soldier/Dark Acolyte
- Marvel: Ultimate Alliance - Mephisto
- Mass Effect - Saren Arterius
- Metal Gear Solid 4: Guns of the Patriots - Beauty and the Beast Unit (Beast voices)
- Mighty No. 9 - Seismic
- Nicktoons: Battle for Volcano Island - The Mawgu
- No More Heroes
- "Overwatch" - Soldier 76
- Pursuit Force: Extreme Justice - Vários
- Rogue Galaxy - Captain Dorgengoa
- Spider-Man: Friend or Foe - Sandman, Escorpião
- Spider-Man: Web of Shadows - Rhino
- The Incredible Hulk - Hulk
- Transformers: The Game - Ratchet
- Tales of Symphonia - Abyssion
- Valkyria Chronicles - Largo Potter
- Viewtiful Joe 2 - Frost Tiger
- Virtua Fighter 5 - Comentarista